# Gaúcho
Gaúcho o gaucho es el gentilicio usado para designar popularmente a los habitantes del estado de Río Grande del Sur, ubicado en el extremo sur del Brasil, quienes adoptan el gentilicio como común. El acento sobre la ‘u’ es un aportuguesamiento de la palabra en español gaucho.
Esta idiosincrasia es el ejemplo más cercano de la influencia del Litoral argentino, Paraguay y el norte de Uruguay en el sur de Brasil, y cómo este también influencia a las regiones anteriormente mencionadas. Idiosincrasia que podemos encontrar asimismo en el mate (chimarrão), en las músicas folclóricas (chamamé), las lenguas guaraníes (sobre todo en la frontera con Paraguay), la actitud campestre y hasta las mismas comunidades de descendientes de colonos europeos que poblaron dichas regiones, como las germánicas (alemanas, suizas y austríacas), latinas (portuguesas, españolas e italianas), eslavas (polacas y ucranianas) y, por supuesto, nativas (guaraníes). Es un patrón cultural muy importante en esta región, que da lugar incluso a un regionalismo muy particular (y hasta independentista, origen de la revolución federalista riograndense en el siglo XIX).

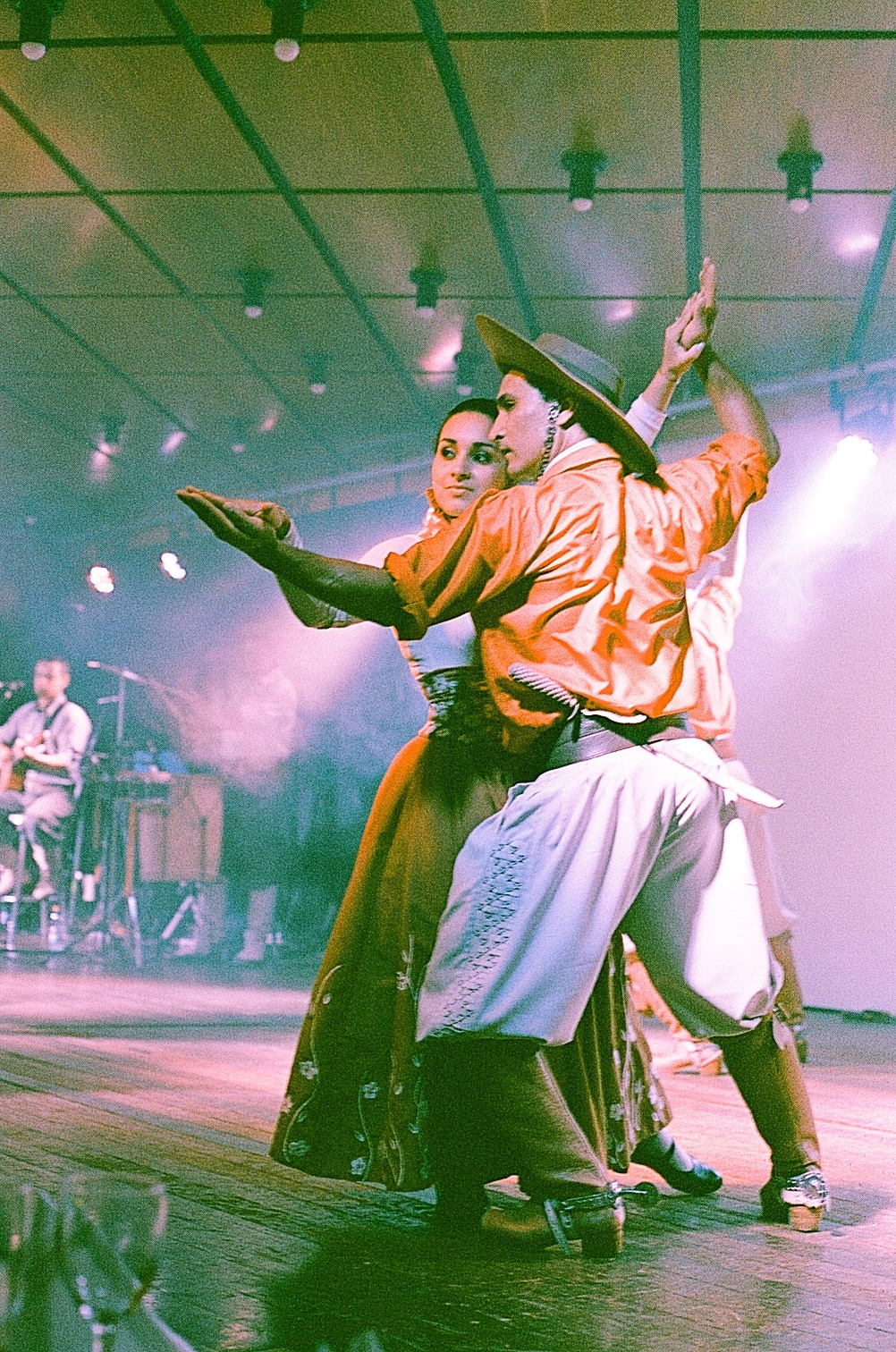
Gaúchos en sus vestimentas tradicionales